# Raymond Sahy
Raymond Sahy, né le 29 décembre 1927, à Tain-l'Hermitage (Drôme) et mort le 4 mars 2006 dans le 6e arrondissement de Lyon, est un ancien joueur de basket-ball français.

## Carrière
- 1949-1957 :   ASVEL Villeurbanne  (Nationale 1)

## Palmarès
- Champion de France en 1949, 1950, 1952, 1955, 1956, 1957.
- Finaliste du championnat de France en 1954
- Vainqueur de la coupe de France en 1953 et 1957